# Ljubomir Maraković
Ljubomir Maraković (Topusko 1887. – Zagreb 1959.) bio je hrvatski književnik, književni kritičar i katolički aktivist, jedan od osnivača Hrvatskoga katoličkog pokreta. 
Završio je isusovačku gimnaziju u Travniku, dok je germanistiku i slavistiku doktorirao u Beču.
Pisao je eseje, studije i književnu kritiku. Prevodio je s engleskog. Bio je prvi urednik književnoga časopisa Luč, za čije je pokretanje najviše zaslužan te dugogodišnji urednik lista Hrvatska prosvjeta.
Od 1905. bio je članom HKAD Hrvatska. Imao je jak duhovni i kulturni utjecaj na Hansa Merza.
Njegov stvarateljski opus mu je dao i pridjev "katolički književnik".
Bio je profesor u Klasičnoj gimnaziji u Zagrebu od 1919. do 1945. godine.
Smatra se jednim od prvih komparatista književnosti u Hrvatskoj. Zaslužan je za upoznavanje hrvatske kulturne javnosti s mnogim u Hrvatskoj u razdoblju između svjetskih ratova razmjerno slabo poznatim autorima poput Virginije Woolf, Aldousa Huxleyja, Florence Louise Barlclay, Johna Galsworthyja i drugih. U svojoj disertaciji Posrednici engleske književnosti u hrvatskoj književnoj kritici u razdoblju od 1914. do 1940. godine, obranjenoj 1997. na Filozofskom fakultetu u Zadru a tiskanoj 2003. (HFD, Zagreb) komparatistica Helena Peričić objavljuje opsežno monografsko poglavlje o Marakoviću ističući njegove zasluge u upoznavanju hrvatskoga čitateljstva s britanskom književnošću na engleskom jeziku. Helena Peričić mu posvećuje i rad pod naslovom "Ljubomir Maraković, zanemareni katolički kritičar, i engleska književnost" /Ljubomir Maraković, neglected Catholic critic, and English literature/, objavljen u časopisu Croatica 2000. godine.
Na njegovom je književnom radu 2002. godine magistrirao hrvatski esejist, publicist, književni povjesničar, književni teoretičar, kroatist i pomoćnik savjetnika Predsjednika RH Vladimir Lončarević.

## Djela
- Zrno : književni kalendar (urednik izdanja), 1919.(?)
- Pučka pozornica : bit i uspjesi nestručne pozornice, 1929.
- Novi pripovjedači : kritičke studije i minijature , 1929.
- Das katholische Schrifttum der Kroaten  (hrv. Katoličko spisateljstvo u Hrvata), 1934.
- Moderni hrvatski pripovjedači  (urednik izdanja), 1934.
- Hrvatska književna kritika (urednik izdanja), 1935.
- Hrvatska književnost 1860. – 1935. : stilsko-razvojni pregled, 1936.
- Žetva, Nauka o književnosti, sv. 1 : nauk o stihu i slogu , 1941.
- Žetva : hrvatska čitanka za više razrede srednjih škola : nauka o književnosti (poetika), 1943.
- Petar Preradović , 1969.
- Eseji, studije, kritike : Alber Haler, Mihovil Kombol, Branko Gavella, Ljubomir Maraković,  (priredili Nikola Batušić i Dubravko Jelčić), Matica Hrvatska, 1971.
- Rasprave i kritike , 1997. (priredila Antonija Bogner-Šaban)

Ušao je u antologiju Hrvatska proza Bosne i Hercegovine od Matije Divkovića do danas, prireditelja Veselka Koromana iz 1995., izabrano Hrvatsko pjesništvo Bosne i Hercegovine : od Lovre Šitovića do danas iz 1962. istog prireditelja, izabranu književnu kritiku o Ksaveru Šandoru Đalskom : (1887. – 1945.), o Nikoli Šopu : (1926. – 1998.) i Zvonimiru Remeti, prireditelja Branimira Donata, izabrane Pjesme hrvatskih nepjesnika prireditelja Đure Kokše itd.
Na hrvatski je preveo roman Florence B. Barclay Kroz vrtna vratašca.

## Također pogledajte
- Ivan Merz
- Marica Stanković
- Alojzije Stepinac
- Antun Mahnić
- Ivo Protulipac
- Marija Petković
- Josip Stadler

## Vanjske poveznice
- Vladimir Lončarević: Živa baština Ljubomira Marakovića  Arhivirana inačica izvorne stranice od 3. rujna 2014. (Wayback Machine), Glas Koncila, 12. lipnja 2011., str. 25